# Laevophiloscia subterranea
Laevophiloscia subterranea là một loài chân đều trong họ Philosciidae. Loài này được Budde-Lund miêu tả khoa học năm 1912.